# إريك هوسمر
إريك هوسمر (بالإنجليزية: Eric Hosmer) هو لاعب كرة قاعدة أمريكي، ولد في 24 أكتوبر 1989 في هياليه في الولايات المتحدة.

## وصلات خارجية
- إريك هوسمر على موقع دوري كرة القاعدة الرئيسي (الإنجليزية)
- إريك هوسمر على موقعبيزبول رفرنس.كوم (الدوري الرئيسي) (الإنجليزية)
- إريك هوسمر على موقعبيزبول رفرنس.كوم (الدوري الثانوي) (الإنجليزية)
- إريك هوسمر على موقع إي إس بي إن.كوم (أم.أل.بي) (الإنجليزية)
- إريك هوسمر على موقع مشجعي الرسوم البيانية (الإنجليزية)